# 富田翔
富田 翔（とみた しょう、1982年1月7日 - ）は、日本の俳優。東京都出身。旧芸名、冨田 翔（読み同じ）。株式会社バッテリーに所属。

## 略歴
2002年、テレビドラマ『ごくせん』レギュラーで俳優デビュー。
2003年、スーパー戦隊シリーズ『爆竜戦隊アバレンジャー』に三条幸人 / アバレブルー役で出演。
2008年4月、プロダクション尾木を離籍。
2009年4月1日、芸名を冨田 翔から富田 翔に改名。以降、舞台を中心に活動する。
2013年より、トキエンタテインメントへ所属。
2021年4月30日にトキエンタテインメントを退社し、同年9月15日に個人事務所となる株式会社バッテリーを設立。

## 人物
- 特技は野球、書道。祖父が書道家で[4]、自身は小学6年生で五段を所有した実力を持つ。そのため書道デザイナーとしての活動も行っている。
- 大の読売巨人軍ファンで[5]、特に憧れの選手は桑田真澄。複数の草野球チームに所属しており、すべての所属チームで桑田と同じ背番号「18」を付けている[6]。
- 子供のころに好きだった戦隊ヒーロー作品は『超新星フラッシュマン』[2]。
- 『アバレンジャー』で共演した西興一朗は、富田について「明るい性格で前に出ていくタイプ」と評しており、ショーでは盛り上げ役であったと証言している[7]。
- 元事務所後輩である荒牧慶彦は「頭の回転もレスポンスも速いし、どんな相手にも合わせられるエンターテイナー。出会った俳優さんで最も尊敬している[8]」と語っており、同じく元事務所後輩の高崎翔太も「役者としても人間としても、翔さんに伸ばしてもらった」と語っている[9]。
- 2009年～2012年まで俳優集団ai-kataの一員としても活動していた。

### エピソード
- 『爆竜戦隊アバレンジャー』と同時期に放送された『仮面ライダー555』のオーディションでも最終選考まで残っていた[10]。
- 2011年に『海賊戦隊ゴーカイジャー』第29話にて、『デカレンジャーVSアバレンジャー』以来約6年ぶりに三条幸人役としてかつての共演者・西島未智と共にゲスト出演。
- 2014年1月公開の『獣電戦隊キョウリュウジャーVSゴーバスターズ 恐竜大決戦! さらば永遠の友よ』において、伯亜凌駕 / アバレッド役の西興一朗と共に約9年ぶりに三条幸人 / アバレブルー役を演じた。

## 出演

### テレビドラマ
- ごくせん（2002年4月17日 - 7月3日、日本テレビ） - 武田翔 役
- スーパー戦隊シリーズ（テレビ朝日）
  - 爆竜戦隊アバレンジャー（2003年2月16日 - 2004年2月8日） - 三条幸人 / アバレブルー 役
  - 海賊戦隊ゴーカイジャー 第29話（2011年9月11日） - 三条幸人 役
- ほんとにあった怖い話 第10回「夜の再会」（2004年3月13日、フジテレビ） - 中田章平 役
- 忠臣蔵 第3話・第7話・最終話（2004年11月1日・29日・12月13日、テレビ朝日） - 矢頭右衛門七 役
- ラブ・ジャッジ2（2004年12月28日、TBS） - 向井 役
- 名奉行! 大岡越前（2005年4月18日 - 6月20日、テレビ朝日） - 池田大助 役
  - 名奉行! 大岡越前 第2シリーズ（2006年4月18日 - 7月18日）
- はるか17 第2話・第3話・第6話（2005年7月8日・22日・8月19日、テレビ朝日） - 橋本仁 役
- DRAMA COMPLEX 戦国自衛隊・関ヶ原の戦い（2006年1月31日・2月7日、日本テレビ） - 清水徹 役
- 月曜ゴールデン 山村美紗サスペンス 狩矢警部シリーズ 第2弾 京都弓道殺人事件（2006年5月1日、TBS） - 柴田誠 役
- 黒い太陽（2006年7月28日 - 9月15日、テレビ朝日） - 橋爪浩司 役
  - 黒い太陽'07スペシャル（2007年9月21日）
- アンナさんのおまめ 第8話（2006年12月1日、テレビ朝日） - タカシ 役
- ぼくだけの☆アイドル（2007年1月1日、テレビ東京） - 菊田 役
- 白虎隊（2007年1月6日・7日、テレビ朝日） - 西川勝太郎 役
- 水戸黄門 第37部 第7話「家族を捨てた母の愛・鶴岡」（2007年5月21日、TBS） - 和吉 役
- 警視庁捜査一課9係 season3 第9話（2008年6月11日、テレビ朝日） - 武田ジョージ 役
- ラズベリーボーイ（2013年9月29日、TOKYO MX） - 田島友朗 役
- 夜のせんせい 第1話（2014年1月17日、TBS）
- 金曜プレステージ 女医・倉石祥子3 〜死の最終診断〜（2014年6月13日、フジテレビ） - 小玉和哉 役
- 文豪の食彩2 芥川龍之介編（2014年12月6日、BSジャパン） - 芥川龍之介 役
- ゆるい 第1話（2016年7月9日、TOKYO MX / 7月12日、サンテレビ） - 河本 役
- 将棋めし 第六食（2017年9月13日、フジテレビ） - 杜谷憲司 役
- ラブホの上野さん season2 Lesson9（2017年12月7日、フジテレビ） - 大山寛之 役
- 記憶 第2話（2018年3月28日、フジテレビONE/TWO/NEXT / J:COM） - IT社長 役
- 連続ドラマW セイレーンの懺悔（2020年10月18日 - 11月8日、WOWOW）
- CODE-願いの代償- Episode.9（2023年8月27日、読売テレビ・日本テレビ系） - 刑事 役

### その他テレビ番組
- ひらめ筋GOLD（2005年11月 - 2006年2月、日本テレビ）「Dリーグ」に「SAMURAIヒーローズ」のメンバーとして出演
- 名前で呼ぶなって!（2007年4月 - 2008年3月、独立UHF放送局）第30話以降からのレギュラー
- アンタッチャブル山崎の実録現役サラリーマン言い訳大全（2010年6月 - 8月、CSファミリー劇場）

### 舞台
- 『メモリーズ〜かつて過ごし日々を愛でるということ〜』（2007年1月24日-28日、シアターアプル） - 時任鉄馬 役
- 朗読劇『苦情の手紙』（2007年8月24日、シアターサンモール） - 田所正 役
- 東京探偵団 Produce『Park Park Show 人は見かけにヨロレイヒ〜』（2008年10月25日-26日、青山円形劇場） - トミー 役（主演）
- 演劇集団スプートニク第3回公演『ジェニファー』（2009年3月18日-22日、中野ザ・ポケット） - タテケン 役
- ルドビコ★vol.4『Little Alice -少年アリスの時間割-』（2009年4月29日-5月5日、全労済ホール スペース・ゼロ） - ダイナ 役
- 劇団たいしゅう小説家 第15回公演『SHURABA』（2009年7月18日-26日、東京芸術劇場小ホール2） - 荒木信也 役
- 『愛のかたまり』（2009年10月31日-11月3日、MAKOTOシアター銀座）
- 『愛のかたまり -Valentine-』（2010年2月8日-14日、MAKOTOシアター銀座） - 主演
- 『キマズゲ -愛の言葉-』（2010年4月29日-5月5日、東京芸術劇場小ホール2） - 訳瀬源吾 役
- MONDO10BAN☆SHOW 舞Vol.2『もうひとつのハムレット〜イキツクサキノ花〜』（2010年5月22日-30日、MAKOTOシアター銀座） - ホレーシオ 役
- 『More than this -愛のかたまり-』（2010年6月16日-20日、萬劇場） - アクセス 役（主演）
- 『愛のかたまり -summer-』（2010年7月14日-25日、萬劇場） - 服部聖悟 役（主演）
- レンドラ『セツナゲ -愛のかけら-』（piece I : 2010年10月9日-16日、piece II : 2010年10月17日-25日、MAKOTOシアター銀座） - 椎名恭司 役
- 劇団K助 第14回公演『ゼロイチ』（2010年12月9日-12日、エコー劇場） - 川平達哉 役
- 愛のかたまり公演『オリナカ』（2011年2月2日-14日、萬劇場） - 本川内 役（主演）
- 『GONDA'S STORY〜ぼたもちの調べ〜』（2011年4月16日-24日、MAKOTOシアター銀座） - 大熊光男 役
- ai-kata公演『Nine Blood』（2011年5月14日-22日、あうるすぽっと） - 大塚 役
- 劇団K助 第15回公演『ゴッドストーリー』（2011年6月21日-26日、エコー劇場） - シロフォンの神 役
- ai-kata公演『エンドレス』（2011年7月22日-31日、萬劇場） - 死神 役
- 『FRAG -新撰組Vermilion Order-』（【横浜公演】2011年8月26日-28日、相鉄本多劇場/【東京公演】2011年8月31日-9月4日、中目黒キンケロシアター） - 土方歳三 役
- 『新鮮な新選組〜嘘か！誠か？〜』（2011年10月5日-10日、萬劇場） - 三井達吉 役
- 『虹の降る場所 2012』（2012年1月6日-15日、シアター711） - 奥山政人 役
- め組のよぎんち第2回公演『中田くんのお見合い』（2012年2月1日-5日、劇場MOMO） - 加賀修一 役
- ai-kata公演『WHO IS SUNDAYMAN』（2012年2月9日-19日、萬劇場） - 超科学省マン 役（友情出演）
- 『オカメひょっとこぶんぶく茶釜』（2012年3月28日-4月8日、シアター711） - 大田みつる 役
- 『SANTA CLAUS CON-GAME』（2012年5月19日-27日、萬劇場） - ロイス 役
- ai-kata公演『(株)Dream Show〜略してドリショー〜』（2012年8月3日-12日、萬劇場） - ハンサム 役
- BLUECOVER ACTORS VOL.5『アイスクリームマン』（2012年9月25日-30日、TACCS1179） - 水野 役
- オーストラ・マコンドー 4thオーストラ『好き好き大好き超愛してる。』（2012年11月7日-11日、TOKYO FM HALL） - 石原 役
- 『不思議な町の王子様 第二章』（2013年2月20日-24日、シアターサンモール） - 相楽一聖 役
- 劇団TEAM-ODAC第11回本公演『ぶっ壊したい世界』（2013年3月13日-20日、青山円形劇場） - 鮫島修 役
- 『「Mores〜モリス〜」風営法届済店』（【東京公演】2013年4月3日-7日、シアターサンモール/【大阪公演】2013年4月11日-14日、ABCホール） - 鳥羽雄大 役
- HYBRID PROJECT Vol.10『Re-』（2013年5月29日-6月2日、シアターサンモール） - 為春 役
- 演劇集団Z-lion第二回公演『a Novel 文書くshow』（2013年6月18日-25日、上野ストアハウス） - 高倉健作 役（主演）
- 第14帝國『元帥と七人の侍』（2013年7月13日-14日、SPACE107） - 富田翔少将 役
- 舞台『逆転裁判』／舞台『逆転検事』シリーズ
  - 『逆転裁判 〜逆転のスポットライト〜』（2013年7月31日-8月4日、六行会ホール）  - 芽多田内亨 役
  - 『逆転裁判 〜逆転のスポットライト〜』（再演）（2014年4月9日-13日、草月ホール） - 芽多田内亨 役
  - 『逆転裁判2〜さらば、逆転〜』（2015年4月29日-5月10日、俳優座劇場） - 虎狼死家左々右エ門 役 
  - 『逆転裁判2〜さらば、逆転〜』（再演）（2015年10月31日-11月8日、俳優座劇場） - 虎狼死家左々右エ門 役（ダブルキャスト、10月31日、11月1日、3日のみ出演）
  - 『逆転検事 逆転のテレポーテーション』（2016年7月15日-24日、六行会ホール） - 飛鳥井友郎 役
  - 『逆転検事 逆転のテレポーテーション』（再演）（2017年11月2日-7日、こくみん共済coopホールスペース・ゼロ） - 飛鳥井友郎 役
- 舞台『ラズベリーボーイ!!』シリーズ - 田島友朗 役
  - 『ラズベリーボーイ』（2013年10月9日-14日、シアターサンモール）
  - 『ラズベリーボーイ』(再演)（2014年2月28日-3月9日、俳優座劇場）
  - 『ラズベリーボーイ2』（2014年10月8日-13日、俳優座劇場）
  - 『ラズベリーボーイ2』（再演）（2015年7月15日-20日、俳優座劇場）
  - 『ラズベリーボーイ3』（2016年5月20日-29日、俳優座劇場）
- キタムラ印#4『白キ肌ノケモノ』（2014年2月19日-24日、中目黒キンケロシアター） - 白狐丸 役（主演）
- 『舞台版 天誅』（2014年5月7日-11日、シアターサンモール） - 滝川来栖 役
- 『刻め、我ガ肌ニ君ノ息吹ヲ』（2014年7月16日-21日、俳優座劇場） - 相楽 役
- 『舞台 炎の蜃気楼 』シリーズ - 加瀬賢三／上杉景虎 役（主演）
  - 『舞台 炎の蜃気楼昭和編 夜啼鳥ブルース』（2014年9月17日-23日、シアターサンモール） 
  - 『舞台 炎の蜃気楼昭和編 瑠璃燕ブルース』（2015年10月8日-13日、シアター1010） 
  - 『舞台 炎の蜃気楼昭和編 夜叉衆ブギウギ』（2016年10月21日-30日、シアターサンモール）
  - 『舞台 炎の蜃気楼昭和編 紅蓮坂ブルース』（2017年10月12日-17日、シアター1010）
  - 『舞台 炎の蜃気楼昭和編 散華行ブルース』（2018年8月11日-19日、こくみん共済coopホールスペース・ゼロ）
- 舞台『私のホストちゃん』シリーズ - 士郎 役
  - 舞台『私のホストちゃん〜血闘！福岡中洲編〜』（【東京公演】2014年12月5日-14日、日本青年館大ホール/【大阪公演】2014年12月26日-27日、森ノ宮ピロティホール）
  - 舞台『私のホストちゃん THE PREMIUM』（【東京公演】2019年2月1日-24日、オルタナティブシアター/【名古屋公演】3月2日-3日、ウインクあいち 大ホール/【大阪公演】3月8日-10日、松下IMPホール）
  - 舞台『私のホストちゃん THE LAST LIVE〜最後まで愛をナメんなよ！〜』（【東京公演】2020年1月30日、日本青年館ホール　ゲスト出演）
- 『散れ桜よ、刻天ノ証ニ』（2015年4月3日-12日、あうるすぽっと） - 狐猿 役
- 朗読劇『魔導師は平凡を望む』（2015年5月23日-24日、彩の国さいたま芸術劇場大ホール） - ルドルフ 役（マルチキャスト、5月24日13時公演のみ出演）
- 演劇集団Z-lion第五回公演『まっ透明なAsoべんきょ〜』（2015年6月24日-28日、中野ザ・ポケット） - ピータン 役
- 『刻め、我ガ肌ニ君ノ息吹ヲ』（2015年8月5日-9日、シアター1010） - 白狐丸 役 （主演）
- 水木英昭プロデュース Vol.19 10周年記念公演第三弾『蘇州夜曲』（2015年11月20日-29日、紀伊國屋サザンシアター） - 氷村玲司 役（主演） 
  - 水木英昭プロデュース Vol.25 『レイジーミッドナイト』（2021年6月30日-7月4日、紀伊國屋サザンシアター） - 南雲哲也 役
- トライフルエンターテインメントプロデュース『魔王ロス症候群』（2015年12月23日-29日、シアターサンモール） - 勇者アーズ 役（主演）
- 『のぶニャがの野望 幸村と五輪の剣』（2016年2月3日-7日、全労済ホール スペース・ゼロ） - 伊達まシャムね 役
- かくたすのいるところ 第2回公演『アンダードッグ』〜ロマン主義スケッチ集〜（2016年3月16日-20日、下北沢小劇場B1）
- 方南ぐみ企画公演 朗読舞台『逢いたくて・・・』（2016年5月10日-15日、シアターサンモール）（マルチキャスト、5月15日13時公演のみ出演）
- 本格文學朗読演劇 極上文學 第10弾『春琴抄』（【東京公演】2016年6月16日-19日、全労済ホール スペース・ゼロ/【大阪公演】2016年6月25日-26日、大阪ビジネスパーク円形ホール） - 利太郎 役
- 『ハロー，イエスタデイ 再演』（2016年8月24日-31日、シアターサンモール） - 高田慎吾 役
- 『さらば俺たち賞金稼ぎ団』（2017年2月16日-22日、シアター1010） - サファイアの蒼 役
- 舞台『乱歩奇譚　Game of Laplace』シリーズ　- カガミ 役
  - 舞台『乱歩奇譚　Game of Laplace』（2017年4月12日-16日、シアターサンモール）
  - 舞台『乱歩奇譚　Game of Laplace～パノラマ島の怪人～』（2018年4月13日-20日、シアターサンモール）
  - 舞台『乱歩奇譚　Game of Laplace～怪人二十面相～』（2019年8月5日-12日、品川プリンスホテル クラブeX）
- 舞台『刀剣乱舞』
  - 義伝 暁の独眼竜（2017年6月1日-25日、天王洲 銀河劇場/6月29日-7月2日、京都劇場/7月13日-14日、福岡サンパレス ホテル＆ホール） - 伊達政宗役
  - 悲伝 結の目の不如帰（2018年6月2日 - 6日、明治座/6月14日 - 7月1日、京都劇場/7月4日 - 6日、アルモニーサンク 北九州ソレイユホール/7月19日 - 22日、日本青年館ホール/7月25日 - 29日、天王洲 銀河劇場） - 黒甲冑（声） 役
- ホチキス20周年記念公演『妻らない極道たち』（2018年1月25-2月4日、あうるすぽっと） - 榎本英雄 役
- 朗読劇 冬の四重奏（カルテット）～4名の演出家によるオムニバス朗読劇～『深海のカンパネルラ』（2018年2月7日-11日、全労済ホール スペース・ゼロ） - 先生役
- 『閉店拒否！～俺たちは帰らない～』（2018年3月14日-21日、シアターサンモール） - 剣持竜一 役
- 演劇集団Z-Lion『まっ透明なAsoべんきょ～』（2018年5月23日-27日、俳優座劇場/6月2日-3日、ABCホール/6月6日-7日、熱田文化小劇場） - ピータン 役
- オムイズムvol.1『ファミレス』（2018年9月20日-24日、ウッディシアター中目黒） - 真下 役
- 『体内活劇『はたらく細胞』』（2018年11月16日-25日、シアター1010） - 黄色ブドウ球菌 役
- dopeAdope step.3『スーパーノバ』（2018年12月7日-9日、BASE THEATER） - 野庭小吉 役（日替わりゲスト）
- フォトシネマ朗読劇『最果てリストランテ』（2019年1月-2月、浜離宮朝日ホール 小ホール）
- 舞台『Collar×Malice』シリーズ - 柳愛時 役
  - 舞台『Collar×Malice』 -岡崎契編-（2019年5月、【東京公演】シアターサンモール/【大阪公演】松下IMPホール）
  - 舞台『Collar×Malice』 -榎本峰雄編＆笹塚尊編- (2021年9月、こくみん共済coopホールスペース・ゼロ※2020年5月にこくみん共済coopホールスペース・ゼロ/品川プリンスホテルステラボール/梅田芸術劇場シアター・ドラマシティにて上演予定だった公演の延期公演。
  - 舞台『Collar×Malice』 -白石景之編-（2022年12月、こくみん共済coopホールスペース・ゼロ）
  - 舞台『Collar×Malice』 -柳愛時編-（2023年5月、こくみん共済coopホールスペース・ゼロ）
- 『お部屋のお話』（2019年5月29日-6月4日、シアターサンモール）- 舎人 役
- 舞台『紅葉鬼』シリーズ
  - 舞台『紅葉鬼』（2019年6月28日-7月7日、品川プリンスホテル クラブeX）- 摩爬 役
  - 舞台『紅葉鬼』～童子奇譚～（2021年1月8日-1月14日、日本青年館ホール ）- 保名 役
  - 舞台『紅葉鬼』〜酒呑奇譚〜（2022年5月8日 - 5月15日、シアター1010） - 保名 役
- 『タクフェス第7弾「流れ星」』（【栃木公演】2019年10月17日、足利市民プラザ・文化ホール/【仙台公演】2019年10月26日、電力ホール/【札幌公演】11月3日-4日、道新ホール/【福岡公演】2019年11月9日、ももちパレス　大ホール/【東京公演】2019年11月13日-24日、サンシャイン劇場/【名古屋公演】2019年11月28日-12月1日、ウインクあいち/【大阪公演】12月4日-8日、梅田芸術劇場　シアター・ドラマシティ） - 内藤ヨージ 役
- 『舞台 カレイドスコープ-私を殺した人は無罪のまま-』（2020年2月20日-3月1日、新宿FACE）- 森田凌平 役
- 舞台「それぞれの為」（2020年10月、CBGKシブゲキ!!）[11] - 桧山ノブ彦（10月21日、日替わりキャスト) 役
- 舞台「知恵と希望と極悪キノコ」（2021年2月、紀伊國屋サザンシアター TAKASHIMAYA）[12] - 戦闘員A 役
- 朗読劇「ロスト・バナナ・ナイツ」（2024年2月8日、PetitMOA） - シノブ / アララギ 役[13]
- 剣劇「三國志演技〜孫呉」（2024年4月5日 - 16日、明治座） - 程普 役[14]
- ぐりむの法則「再演・オウムノウシス」Bチーム・Cチーム（2024年5月9日 - 19日、赤坂RED/THEATER） - オウム 役（主演）[15]
- 舞台「Collar×Malice -deep cover-」（2024年8月11日 - 19日、こくみん共済 coop ホール / スペース・ゼロ） - 柳愛時 役（主演）[16]
- 水木英昭プロデュース Vol.28 20周年記念公演「虹色唱歌」（2024年10月18日 - 22日、紀伊國屋ホール / 11月3日・4日、近鉄アート館）[17]
- 「多重面奏」-町田慎吾30周年記念公演-（2024年11月14日、シアター・アルファ東京）[18]
- 演劇ドラフトグランプリ THE FINAL（2024年12月10日、日本武道館）[19]
- 舞台「花郎〜ファラン〜」（2025年1月8日 - 13日、【東京公演】THEATER MILANO-Za / 【大阪公演】1月17日 - 19日、梅田芸術劇場シアター・ドラマシティ） - アンジ 役[20]
- GORIZO STAGE Vol.9「ハザマDDD〜Hazama the Dimensional Detective Deux “ディディディーディ・ディーディディ”〜」（2025年2月14日 - 24日、浅草九劇）[21]
- 舞台「99」（2025年5月10日 - 18日、こくみん共済 coop ホール / スペース・ゼロ） - 黒澤 役（主演）[22]
- オムニバスコント「TOKYO NIGHT CRAB」（2025年7月17日 - 21日、銀座博品館劇場）
- 富田翔・一人芝居「憑」（2025年10月17日 - 19日〈予定〉、エコー劇場）[23]

### 撃弾ハンサム
- 撃弾ハンサム始めました。（2014年12月28日、笹塚ファクトリー）
- 撃弾ハンサム再炎（2015年1月29日-30日、笹塚ファクトリー）
- 撃弾ハンサム続きました。「殺陣とスーツとドッペルゲンガー」〜これは、舞台ですか？いいえ、ハンサムです〜（2015年2月27日-3月1日、笹塚ファクトリー）
- 撃弾ハンサムpresents「誰にも聞けないアソコのかゆみ事件簿2」〜あれ以降、すべての芝居が色あせた〜（2015年8月14日、16日、六行会ホール）
- 撃弾ハンサム1周年&DVD発売記念イベント「ハンサムは突然に」〜これはハンサムですか?いいえ、ほぼトークショーです〜（2015年12月、新宿シアターモリエール）
- 撃弾ハンサム「ハンサム誕生」〜こちらハンサム学園中等部〜（2016年5月、俳優座劇場）
- 撃弾ハンサム「最初で最後の晩餐会」〜これは、舞台ですか？いいえ、あくまでハンサムです〜(2017年1月、全労済ホール／スペース・ゼロ）

### 映画
- ピンポン（2002年）
- スーパー戦隊シリーズ  - 三条幸人 / アバレブルー 役
  - 爆竜戦隊アバレンジャー DELUXE アバレサマーはキンキン中!（2003年）
  - 獣電戦隊キョウリュウジャーVSゴーバスターズ 恐竜大決戦! さらば永遠の友よ（2014年）
- 姦C THE 映画（2007年） - 岡崎 役
- ヒカリサス海、ボクノ船（2008年）
- どうしても触れたくない（2014年） - 小野田良 役
- 白魔女学園 オワリトハジマリ（2015年） - イグニス 役[24]
- 青春ディスカバリーフィルム -いつだって青春編-『純愛ストーカーくん』（2015年） - 小野隆 役（主演）
- 青春ディスカバリーフィルム -なんだって青春編-『思い出カプセル』（2016年） - あきら 役
- 普通じゃない職業（2017年） - マー坊 役
- 青春ディスカバリーフィルム -どこだって青春編-『パンドラノート』（2018年） - 増島高志 役（主演）
- 三十路女はロマンチックな夢を見るか?（2018年） - ヤマモト 役
- 恋するアンチヒーロー THE MOVIE（2019年） - お針子 役（友情出演）
- BLOOD-CLUB DOLLS2（2020年）
- 夜へ…（2021年公開予定）

### ビデオ・DVD
- スーパー戦隊シリーズ（東映ビデオ） - 三条幸人 / アバレブルー 役
  - 爆竜戦隊アバレンジャー スーパービデオ オール爆竜爆笑バトル（2003年）
  - 爆竜戦隊アバレンジャーVSハリケンジャー（2004年）
  - 特捜戦隊デカレンジャーVSアバレンジャー（2005年）
  - 爆竜戦隊アバレンジャー 20th 許されざるアバレ（2024年）[25]
- 仮面ライダーW RETURNS 仮面ライダーエターナル（2011年、東映ビデオ） - ロイド 役
- 宇宙刑事シャリバン NEXT GENERATION（2014年、東映ビデオ） - ジェンサー / ガードビースト 役
- どっちもどっち（2014年、ラブプレイス） - 尾崎 役（主演）

### インターネット・配信

#### ドラマ
- 姦C（2006年） - 岡崎 役
- 恋のパラドラ 第6話「彼女のヒミツ」（2008年、Music&Videoチャネル） - 神崎美男 役
- 銀と金 第13話（2017年3月19日、Amazon Prime Video） - 飯島 役
- 将棋めし 第六食（2017年9月4日、FOD） - 杜谷憲司 役
- ラブホの上野さん season2 Lesson9（2017年11月15日、FOD） - 大山寛之 役
- 水間鉄道ドラマ 第3話・第4話「星に恋して」（2021年11月24日・25日、YouTube） - 山名星司 役
- 爆竜戦隊アバレンジャーwithドンブラザーズ（2023年8月27日、東映特撮ファンクラブ） - 三条幸人 / アバレブルー 役[26]
- ヨドンナ THE FINAL（2024年3月3日、東映特撮ファンクラブ） - 鴨志田 役[27]

#### バラエティ
- 週刊!NIPPONちびっこランド（2012年1月9日 - 、見参楽）コーナー出演

#### CM
- 株式会社VAVEL「光触媒コーティングスプレー lumi coat(ルミコート)」（2020年9月 - ）

### CM
- バンダイ 「アバレジャケット」（2003年）
- 花王「メンズビオレ 瞬間ドライスプレー」（2005年） - サラサラボーイズ・ショウ役
- 松下電工「きれいなX'masキャンペーン」（2005年）
- アサヒ飲料「WONDAモーニングショット」（2006年 - 2007年）

### ミュージックビデオ
- Junk Box「夢季節」（2007年6月、ウエストサウンドエンターテインメント）
- 日之内エミ「片想い」（2008年11月、キングレコード）
- SOPHIA「ヤングアダルト」（2013年2月、avex trax）[28]

### 玩具
- 爆竜戦隊アバレンジャー ダイノブレス -MEMORIAL EDITION-（2024年2月）

## 書籍
- 翔SHOW〜冨田翔写真集〜（2004年4月、講談社）